# (428) Monachia
(428) Monachia est un astéroïde de la ceinture principale découvert par Walter Villiger (en) le 18 novembre 1897.